# Autobusy miejskie w Krakowie
Autobusy miejskie w Krakowie – system autobusowej komunikacji publicznej w Krakowie. Jest on obsługiwany przez Miejskie Przedsiębiorstwo Komunikacyjne w Krakowie i Mobilis. Pierwszą linię autobusową w Krakowie uruchomiono w 1927 roku. W 2016 roku średnia wieku autobusów (w latach) należących do MPK wynosiła 7,72, a do przewoźnika Mobilis 1,74.

## Linie
Autobusy w Krakowie mają numery 3-cyfrowe. Rodzaj linii określa się dzięki pierwszej cyfrze numeru:
- 100-199 – linie miejskie dzienne
- 200-299 – linie aglomeracyjne
- 300-399 – linie aglomeracyjne przyspieszone
- 400-499 – linie miejskie wspomagające
- 500-599 – linie miejskie przyspieszone
- 600-699 – linie miejskie nocne
- 700-799 – linie zastępcze/tymczasowe (uruchamiane na czas remontów węzłów lub ulic)
- 800-899 – linie specjalne (uruchamiane podczas uroczystości Wszystkich Świętych oraz Zaduszek)
- 900-999 – linie aglomeracyjne nocne

## Pętle
| nazwa                     | rok otwarcia |
| ------------------------- | ------------ |
| Aleja Przyjaźni           |              |
| Azory                     | 1974         |
| Bagry                     |              |
| Będkowice Pętla           | 2016         |
| Bibice Rynek              |              |
| Bielany                   | 1965         |
| Kokotów SKA               | 1993         |
| Bieżanów Potrzask         |              |
| Borek Fałęcki             | 1974         |
| Bronowice Małe            |              |
| Bulwarowa                 |              |
| Centrum Jana Pawła II     |              |
| Chałupki                  |              |
| Chełm                     | 1961         |
| Chełmońskiego Pętla       |              |
| Chobot Leśniczówka        |              |
| Chrosna Pętla             | 1980         |
| Cichy Kącik               | 1967         |
| Cmentarz Prądnik Czerwony |              |
| Cmentarz Olszanica        | 2005         |
| Cracovia Stadion          |              |
| Czernichów Rynek          | 1979         |
| Dworzec Główny Wschód     |              |
| Dworzec Główny Zachód     |              |
| Złocień                   |              |